# Владимир Ковальонок
Владимир Василиевич Ковальонок (на беларуски: Уладзімір Васільевіч Кавалёнак) е съветски космонавт, 2 пъти Герой на Съветския съюз.

## Биография
Роден е на 3 март 1942 г. в с. Белое, Крупски район, Минска област, Беларус (тогава Белоруска ССР), където минават детските и ученическите му години. По националност е беларусин. Завършва гимназия през 1959 г.

## Начало на военната служба
През 1959 г. влиза в Балашовското висше военно авиационно училище за летци, което завършва през 1963 г. Служил във военно-транспортната авиация, където извършвал полети на самолети Ан-24 отначало като втори пилот, а после като командир. През 1965 е приет за кандидат за отряда на космонавтите, но не е зачислен и е оставен в резерв.
През 1967 г. е зачислен в отряда на космонавтите, в група ВВС-4, където преминава пълния курс по общокосмическа подготовка и курс по подготовка за полети с корабите от типа „Союз“ и орбиталните станции „Салют“.
През май 1975 г. влиза в състава на дублиращия екипаж при полета „Союз 18“.
През 1976 г. завършва Военновъздушната академия „Ю. Гагарин“, без да прекъсва работа в Центъра за подготовка на космонавти „Ю. Гагарин“.

### Първи полет
От 9 до 11 октомври 1977 г. извършва първия си полет в космоса с космическия кораб „Союз 25“ (позивна „Фотон-1“) като командир на кораба. В екипажа влизал и Валерий Рюмин. По програма кораба „Союз-25“ е трябвало да се скачи със станцията „Салют-6“, но заради ненормален режим на работа на системата за сближаване скачване не се осъществява и полетът е прекратен. Общата продължителност на полета е 2 денонощия 44 минути и 45 секунди.
През декември 1977 и през януари 1978 г. влиза в състава на дублиращия екипаж на корабите „Союз 26“ и „Союз 27“.

### Втори полет
От 15 юни до 2 ноември 1978 г. извършва втория си полет в космоса с космическия кораб „Союз 29“ като командир. В екипажа влизал Александър Иванченков. Проведено е скачване с орбиталната станция „Салют-6“. По време на работата екипажът посреща две международни експедиции: съветско-полски (Пьотър Климук и Мирослав Хермашевски) и съветско-немски (Валери Биковски и Зигмунд Йен). На 29 юли извършва излизане в открития космос, заедно с А. Иванченков, продължителността на престоя извън кораба била 2 часа и 5 минути. На 2 ноември се завръща на Земята на борда на космическия кораб „Союз 31“. Общата продължителност на втория полет била 139 денонощия 14 часа 47 минути и 32 секунди.
През ноември 1980 г. влиза в състава на дублиращия екипаж при полета на космическия кораб „Союз Т-3“.

### Трети полет
От 12 март до 26 май 1981 извършва третото си пътуване в космоса, като капитан на космическия кораб „Союз Т-4“. В Екипажа е още и Виктор Савиних. Извършено е скачване с орбитална станция „Салют-6“. По време на престоя в станцията екипа приема две международни експедиции: съветско-монголска (Владимир Джанибеков и Жугдердемидийн Гурагча) и съветско-румънска (Леонид Попов и Думитру Прунариу). Общата продължителност на третия полет е 74 денонощия 17 часа 37 минути и 23 секунди.